# Čang Ce-tuan

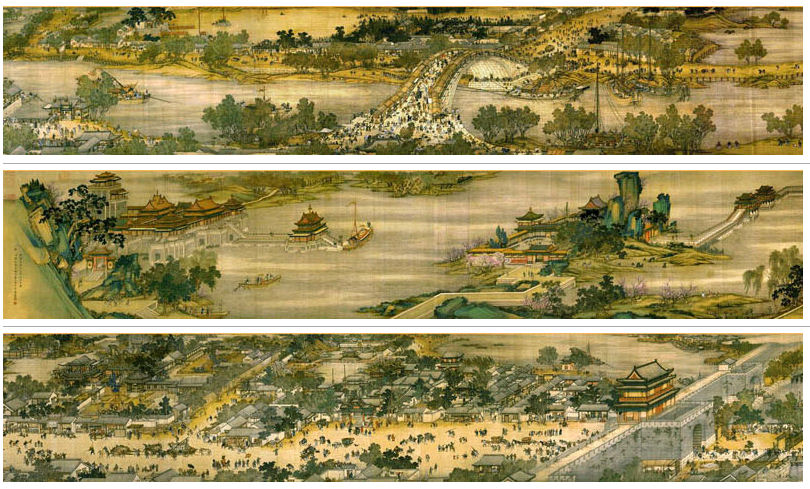
Detaily obrazu Svátek čching-ming na řece, přepracování z 18. století

Čang Ce-tuan (čínsky pchin-jinem Zhāng Zéduān, znaky zjednodušené 张择端, tradiční 張擇端; 1085–1145) byl čínský malíř žijící v říši Sung během přechodu od Severní k Jižní Sung. Patřil k prvním malířům krajin ve stylu šan-šuej (doslova „hory a řeky“). Je známý pro malbu Svátek čching-ming na řece.

## Jména
Čang Ce-tuan používal zdvořilostní jméno Čeng-tao (čínsky pchin-jinem Zhèngdào, znaky 正道, doslova „Správná cesta“).

## Život
Čang byl rodák z Tung-wu (současný Ču-čcheng v provincii Šan-tung). O jeho životě se dochovalo velmi málo informací. V mládí studoval malbu, stal se dvorským malířem v Kchaj-fengu, hlavním městě říše Sung a členem císařské akademie Chan-lin.  V důsledku pádu sungské vlády v severní Číně jeho obrazy často vyjadřovaly kritiku sociálních podmínek panujících v zemi.
Jeho nejvýznamnějším dílem je Svátek čching-ming na řece, 25,5 cm vysoký a 525 cm široký svitkový obraz na hedvábí ukazující slavnost svátku čching-ming v miliónovém Kchaj-fengu. Malba detailně a komplexně zobrazuje život metropole ve 12. století. Podle jiného výkladu svitek zachycuje panorama idealizovaného města, ve kterém všichni členové společnosti žijí v harmonii.  Proslavila se po celé Číně, ještě o dvě století později jeden z císařů říše Jüan napsal poemu opěvující obraz. V 18. století vzniklo populární přepracování díla.